# Pleurotomella itama
Pleurotomella itama là một loài ốc biển, là động vật thân mềm chân bụng sống ở biển trong họ Conidae.